# Hollywood Cavalcade
Hollywood Cavalcade (bra Hollywood em Desfile) é um filme estadunidense de 1939, do gênero comédia dramática, dirigido por Irving Cummingse Malcolm St. Clair.

## Sinopse
Michael Linnett Connors (Don Ameche) faz de Molly Adair (Alice Faye) de uma principiante da Broadway a uma estrela de cinema. Mesmo Molly estando apaixonada por Michael, ela acaba se casando com o ator que está contracenando com ela no filme. Connors a interpreta mal, pensando que é dessa maneira que ela consegue os papéis que ela quer. Ele sem pensar duas vezes, a demite, mas com isso sua carreira pode declinar drasticamente, em pleno momento em que o cinema está entrando na era do som.

## Elenco
- Alice Faye - Molly Adair
- Don Ameche - Michael Linnett Connors
- J. Edward Bromberg - Dave Spingold
- Alan Curtis - Nicky Hayden
- Stuart Erwin - Pete Tinney
- Buster Keaton